# Provincia de Isernia
Isernia (en italiano Provincia di Isernia) es una provincia de la región de Molise, en Italia. Su capital es la ciudad de Isernia.
Tiene un área de 1529 km², y una población total de 89.775 hab. (2001). Hay 52 municipios en la provincia (fuente: ISTAT, véase este enlace).

## Historia
En la época prerromana, la zona fue habitada por los samnitas. Tito Livio menciona que el área estaba bajo el control romano por el año 295 a. C. Los romanos establecieron aquí una colonia latina en 264 a. C. Livio también informa que era una de las 18 colonias que permanecía fiel a Roma durante la invasión de Aníbal en la segunda guerra púnica.